# Monopis
Monopis is een geslacht van vlinders van de familie van echte motten (Tineidae), uit de onderfamilie Tineinae.

## Soorten
- M. addenda Gozmány, 1965
- M. altivagans Meyrick, 1938
- M. anaphracta Gozmány, 1967
- M. argillacea (Meyrick, 1893)
- M. artasyras Meyrick, 1931
- M. avara Meyrick, 1919
- M. barbarosi (Koçak, 1981)
- M. brachyaspis Meyrick, 1921
- M. burmanni Petersen, 1979
- M. callichalca Meyrick, 1910
- M. christophi Petersen, 1957
- M. cirrhospila Turner, 1923
- M. congestella (Walker, 1864)
- M. coniodina Meyrick, 1931
- M. crateroxantha Meyrick, 1927
- M. crocicapitella (Clemens, 1859) - crème kijkgaatje
- M. cuspidigera Diakonoff, 1955
- M. christophi Petersen, 1957
- M. chrysogramma (Lower, 1899)
- M. desertella Amsel, 1935
- M. dicycla Meyrick, 1905
- M. dimorphella Dugdale, 1971
- M. dorsistrigella (Clemens, 1859)
- M. endoclina Meyrick, 1928
- M. ethella (Newman, 1855)
- M. fenestratella (von Heyden, 1863) - geoogde pelsmot / patrijspoortmot
- M. flavidorsalis (Metsumura, 1931)
- M. florilega Meyrick, 1911
- M. gozmanyi Căpușe, 1969
- M. hemicitra Meyrick, 1906
- M. henderickxi Gaedike & Karsholt, 2001
- M. heterogama (Lower, 1894)
- M. hypochrysa Diakonoff, 1955
- M. hypopiasta Meyrick, 1931
- M. icterogastra (Zeller, 1852)
- M. imella (Hübner, 1813) - egaal kijkgaatje
- M. immaculata Gozmány, 1967
- M. impressella (Walker, 1863)
- M. impressipenella Bilimek, 1867
- M. jacobsi Gozmány, 1967
- M. jussii Kaila, Mutanen, Huemer, Karsholt & Autto, 2020
- M. lacticaput Diakonoff, 1955
- M. laevigella (Denis & Schiffermüller, 1775) - kijkgaatje
- M. lamprostola Meyrick, 1918
- M. leopardina Gozmány, 1965
- M. liparota Meyrick, 1920
- M. longella (Walker, 1863)
- M. luteocostalis Gaedike, 2006
- M. malescripta Meyrick, 1938
- M. marginistrigella (Chambers, 1873)
- M. megalodelta Meyrick, 1908
- M. meleodes Meyrick, 1917
- M. meliorella (Walker, 1863)
- M. meyricki Gozmány, 1967
- M. ministrans Gozmány, 1968
- M. monacha Zagulajev, 1972
- M. monachella (Hübner, 1796) - zustermot
- M. mongolica Zagulajev, 1989
- M. mycetophilella Powell, 1967
- M. neglecta Šumpich & Liška, 2011 - vergeten kijkgaatje
- M. nepheloscopa Meyrick, 1928
- M. nigricantella (Millière, 1872)
- M. nigroleuca Bradley, 1982
- M. nivibractella (Walker, 1869)
- M. obviella (Denis & Schiffermüller, 1775) - geel kijkgaatje
- M. ochroptila Turner, 1923
- M. oriphylax Meyrick, 1924
- M. ornithias (Meyrick, 1888)
- M. pallidella Zagulajev, 1955
- M. pavlovskii Zagulajev, 1955
- M. pentadisca Meyrick, 1924
- M. persimilis Gozmány, 1965
- M. pseudagyrta Meyrick, 1919
- M. rejectella (Walker, 1864)
- M. rutilicostella (Stainton, 1860)
- M. sciagrapha Bradley, 1965
- M. semivittata Meyrick, 1927
- M. sertifera Meyrick, 1910
- M. speculella (Zeller, 1852)
- M. spilotella (Tengström, 1848)
- M. stichomela (Lower, 1900)
- M. straminella Zagulajev, 1958
- M. sybarita Meyrick, 1910
- M. thiantha Meyrick, 1910
- M. transeans Gozmány, 1965
- M. trapezantha Meyrick, 1927
- M. trapezoides Petersen & Gaedike, 1993
- M. trigonoleuca Turner, 1917
- M. trimaculella (Snellen, 1885)
- M. triplacopa Meyrick, 1932
- M. typhlopa Meyrick, 1925
- M. viatica Meyrick, 1911
- M. weaverella (Scott, 1858) - witvlekkijkgaatje